# Jeanerette
Jeanerette est une ville de la paroisse de l'Ibérie. Deux tiers de la population est afro-américaine.

## Histoire
Au XVIIIe siècle, le territoire sur lequel se trouve actuellement Jeanerette fut confié par le gouvernement colonial espagnol à Pierre Zerangue.
Jeanerette tire son nom d'un natif de la Caroline du Sud, John W. Jeanerette, qui arriva dans la région dans les années 1820. Celui-ci acheta une plantation et aménagea une partie de sa maison pour servir de dépôt de courriers pour les habitants du coin. Il devint plus tard le premier postier de la ville.
La localité fut constituée en ville en 1878 et Joseph E. Provost fut élu comme premier maire. L'essentiel de son économie était alors basée sur le bois du cyprès et l'industrie du sucre. C'est pour cette raison que la ville est aujourd'hui surnommée "Sugar City".